# WDR Arkaden

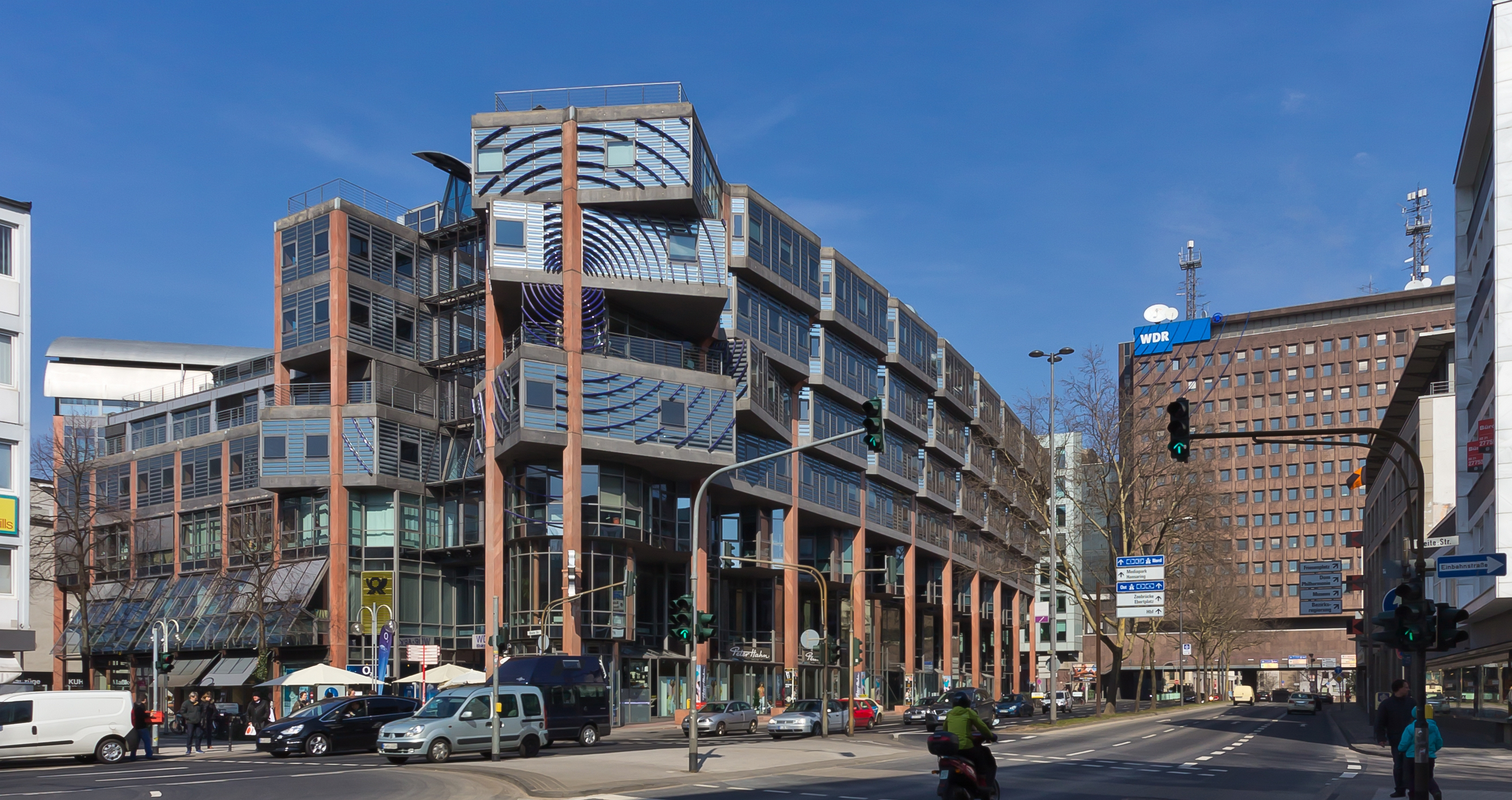
Nord-Süd-Fahrt – WDR Arkaden (März 2013)

WDR Arkaden ist die Bezeichnung für ein Gebäude des WDR in Köln, gelegen im Stadtteil Altstadt-Nord an der Nord-Süd-Fahrt/Breite Straße.

## Bauplanung
Die Raumkapazitäten konnten mit dem Wachstum des WDR nicht mithalten, so dass neuer Gebäudebedarf zu decken war. Der WDR hatte bereits im Jahre 1968 einen Großteil des Geländes mit einer Fläche von 1680 m² an der Nord-Süd-Fahrt (deren Teilabschnitt hier Tunisstraße heißt) von zwei Privatpersonen und der Stadt Köln erworben und sich ursprünglich gegenüber der Stadt verpflichtet, bis zum 31. Dezember 1980 das Areal zu bebauen. Verzögerungen in der Bauplanung entstanden insbesondere wegen der ungeklärten städtischen Planungssituation im Bereich der Nord-Süd-Fahrt. Nach mehreren Fristverlängerungen entschied der Rat der Stadt Köln im Dezember 1987, dass die Frist für die Einreichung eines Bauantrages nicht noch ein weiteres Mal verlängert würde. Eine Bauanfrage der Stadtentwicklungs- und Bauträgergesellschaft „moderne stadt GmbH“ an die Stadtverwaltung wurde dann im Jahre 1989 positiv beschieden.

## Finanzierung
Die Baukosten für das Gebäude wurden nicht, wie bei bisherigen WDR-Gebäuden, vom WDR eigenfinanziert. Die Verwaltung präferierte vielmehr ein „Investorenmodell“, bei dem der WDR zwar Bauherr war, aber als Immobilien-Leasingnehmer fungierte, obwohl er als Anstalt des öffentlichen Rechts die damit verbundenen steuerlichen Abschreibungsmöglichkeiten nicht nutzen konnte. Leasinggeber wurde die eigens hierfür gegründete Zweckgesellschaft „Züblin Grundstücksverwaltungsgesellschaft mbH“, das Gebäude wurde in die Zweckgesellschaft „Züblin Grundstücksverwaltungsgesellschaft mbH und Co. Fondsobjekt Köln KG“ eingebracht, die dem Bauunternehmen Ed. Züblin AG und der HL Hannover Leasing GmbH gehörte. Die Leasingdauer des Gebäudes durch den WDR wurde für 20 Jahre vereinbart, danach kann der WDR das Gebäude zu einem Preis von 30,68 Millionen Euro erwerben.

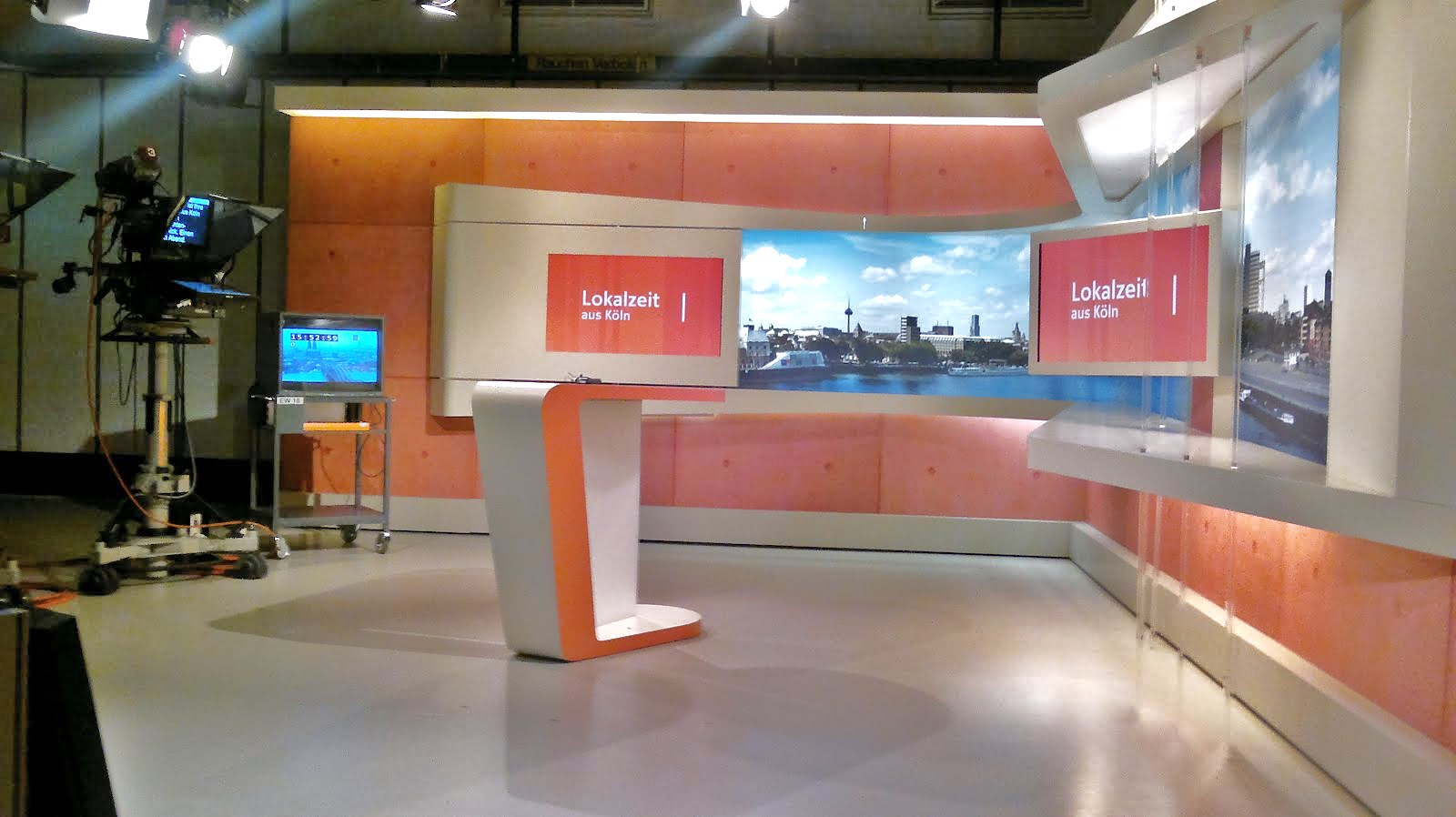
WDR Arkaden: Studio Lokalzeit Köln

## Gebäude
Im April 1991 übernahm Gottfried Böhm die Bauplanung. Nachdem der WDR-Verwaltungsrat im August 1992 zugestimmt hatte, wurde mit Ausgrabungsarbeiten im Oktober 1993 begonnen, sie dauerten bis April 1994 und förderten denkwürdige Erkenntnisse über die Siedlungsgeschichte Kölns zutage. Die Grundsteinlegung erfolgte am 11. Oktober 1994. Böhm schuf eine reich gegliederte Fassade mit vielen Formwechseln, deren arkadenartige Bauform dem Gebäude seinen Namen gab, und eine geschosshohe Verglasung; sie setzen besondere städtebauliche Akzente und sollten gestalterische Impulse auf die Umgebungsbebauung auslösen. Im Inneren des Gebäudes gibt es einen Lichthof mit einer gläsernen, zylindrischen Kuppel. Das Gebäude ist 70 Meter lang und 17 Meter breit. Seine feierliche Eröffnung fand am 22. Oktober 1996 statt.
Das sechsstöckige Gebäude beherbergt 350 Mitarbeiter des WDR, die hier in der WDR-Bibliothek, dem Datendienst, dem Pressearchiv und dem Historischen Archiv beschäftigt sind. Diese Bereiche beginnen auf dem zweiten Stockwerk und enden auf der sechsten Etage. Seit Februar 2014 ist hier auch der zentrale Newsroom für alle Nachrichtensendungen der WDR-Hörfunkprogramme untergebracht, integriert in die Nachrichtenredaktion sind die Nachrichtensprecher. In den Arkaden befindet sich auch das WDR-Lokalzeit-Studio Köln. Bekannt sind die WDR Arkaden auch für Live-Übertragungen des WDR während der Kölner Weiberfastnacht.
Im ersten Stockwerk ist die WDR-Zentralkantine untergebracht. Im Erdgeschoss befindet sich die wie eine Einkaufspassage konstruierte Ladenebene mit einer Gewerbefläche von 28.000 m². Die zwei Ankermieter sind Deutsche Post und der WDR-Laden „Maus & Co.“, der Merchandising für Maus-Fans oder Käpt’n Blaubär-Liebhaber anbietet. Eine  Tiefgarage verfügt über 160 Stellplätze.